# Falblerche

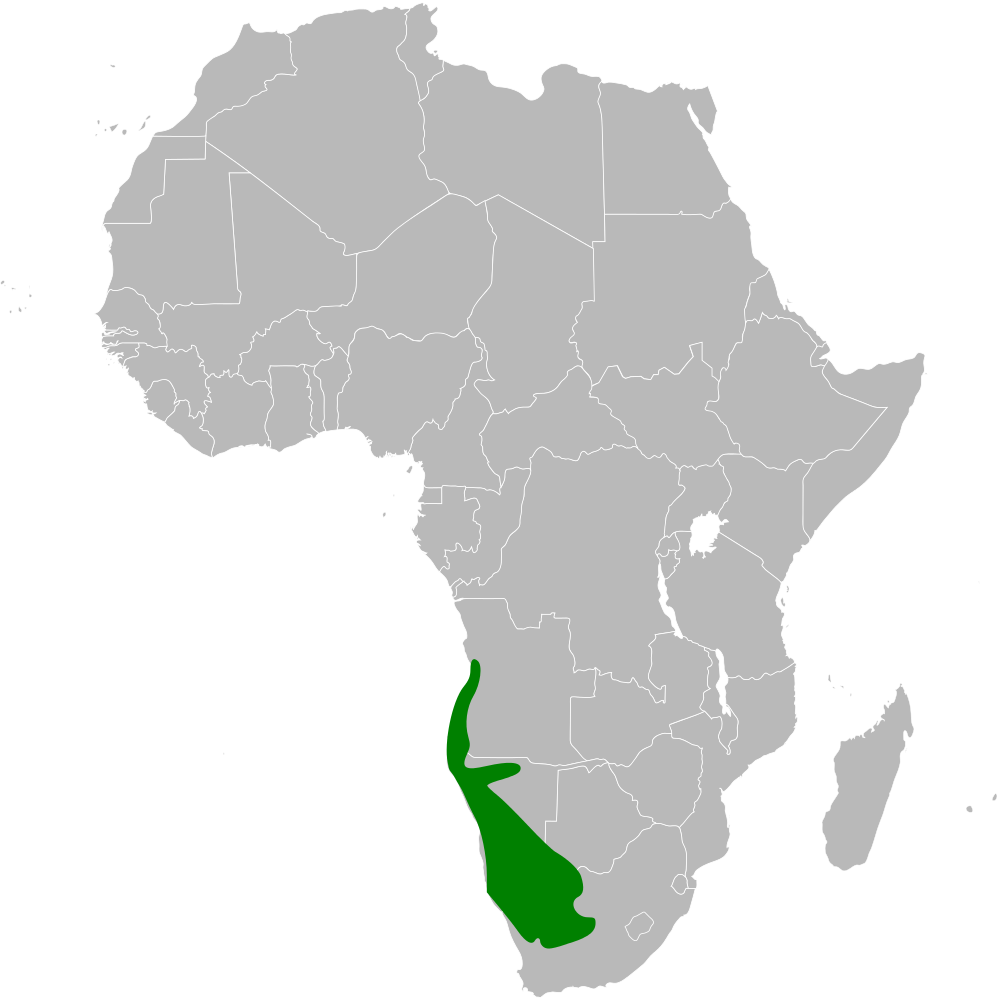
Verbreitungsgebiet der Falblerche

Die Falblerche (Spizocorys starki) ist eine kleine Art aus der Familie der Lerchen mit einem finkenähnlichen Schnabel und einer kleinen Federhaube. Ihr Verbreitungsgebiet ist der Süden Afrikas. Es werden keine Unterarten unterschieden.
Die Bestandssituation der Falblerche wurde 2016 in der Roten Liste gefährdeter Arten der IUCN als „Least Concern (LC)“ = „nicht gefährdet“ eingestuft.
Die Art wird gelegentlich in die Gattung Eremalauda gestellt, genetische Untersuchungen haben jedoch die Verwandtschaft mit den anderen Arten der Gattung Spizocorys bestätigt.

## Merkmale
Die Falblerche erreicht eine Körperlänge von etwa 14 Zentimetern, wovon zwischen 4,3 und 4,8 Zentimeter auf den Schwanz entfallen. Der Schnabel misst vom Schädel aus zwischen 1,32 und 1,45 Zentimeter. Sie wiegen zwischen 15,5 und 22,5 Gramm. Es besteht kein Geschlechtsdimorphismus.
Falblerchen sind sehr hell gefiederte Lerchen. Sie sind an Scheitel, Nacken, Hinterhals, Mantel und Rücken gelbbraun. Durch die dunkleren Federmitten entsteht dabei ein gestreiftes Erscheinungsbild. Die Scheitelfedern sind vergleichsweise lang und sind aufrichtbar, so dass die Lerche anders als andere Vertreter der Gattung eine kleine Federhaube hat.
Die Oberschwanzdecken sind gelbbraun mit einem Anflug von rosa. Die Halsseiten und der Vorderhals sind gelbbraun. Der Überaugenstreif und die Augenringe sind weißlich.
Das Kinn und die Kehle sind weißlich, die Vorderbrust dagegen blass bräunlich mit dunkelbraunen Stricheln. Die Unterbrust geht ins Weißliche über. Der Bauch und die Unterschwanzdecken sind ebenfalls weißlich. Die Hand- und Armschwingen sind braun und jeweils gelbbraun gesäumt. Die Schwanzfedern sind überwiegend braun, die sechste (äußerste) Steuerfeder hat eine weiße Außenfahne und eine weiß-braune Innenfahne, die fünfte Steuerfeder ist nur auf der Außenfahne weiß. Das mittlere Steuerfederpaar ist hellbraun mit gelbbraunen Rändern und gelbbraunen Spitzen.
Der Schnabel ist kegelförmig, weißlich bis hornfarben und hat eine dunklere Spitze. Die Iris ist braun.

## Gesang
Das Männchen singt sowohl vom Boden und von niedrigem Strauchwerk aus, zeigt aber auch den lerchentypischen Singflug. Beim Singflug steigt das Männchen gewöhnlich 50 bis 200 Meter über dem Erdboden und kreist dort singend und gegen den Wind fliegend für einige Minuten. Dann lässt es sich abrupt zum Erdboden wieder herabfallen. Es kommt auch zu Singflügen niedrig über dem Boden, dabei flattert das Männchen und lässt die Füße herabhängen, während ansonsten beim Fliegen die Füße brustwärts angezogen werden, so dass sie im Gefieder verschwinden und die Beinrückseite zum Boden zeigt.

## Verwechslungsmöglichkeiten
Die Falblerche weist große Ähnlichkeit mit der Rotschnabel-, Finken- und Ammernlerche auf, die alle gleichfalls zur Gattung Spizocorys gehören. Von diesen Arten unterscheidet sich die Falblerche durch ihre weiße Unterseite und die kleine Haube. Die Rotschnabellerche hat außerdem einen rötlicheren Schnabel, die Ammernlerche hat ein auffallenderes Gesichtsmuster.

## Verbreitungsgebiet und Lebensraum
Das Verbreitungsgebiet der Falblerche reicht vom südwestlichen Angola in südlicher Richtung über Namibia und den Südwesten von Botswana bis in die Südafrikanische Republik.
Der Lebensraum der Falblerche sind steinige Halbwüsten sowie kiesige Flächen mit schütterem Grasbewuchs. Die Falblerche gehört zu den in der Namib vorkommenden Lerchen, ist jedoch wasserabhängig. Trocknen die natürlichen Wasserstellen aus, verlässt sie die Namibwüste. Außerhalb der Brutzeit kommt es gelegentlich zu Schwärmen, die Tausende von Individuen umfassen können.

## Lebensweise
Die Falblerche frisst Samen, Insekten und grünes Pflanzenmaterial. Nach einer Untersuchung von Populationen in der zentralen Namib decken Samen 77 Prozent, während auf Insekten 19 Prozent entfallen. Der übrige Nahrungsanteil wird mit pflanzlicher Nahrung abgedeckt.
Die Falblerche ist ein opportunistischer Brutvogel, deren Brutzeit nach den Regenfällen beginnt. In der Regel fällt die Brutzeit deswegen in den Zeitraum März bis Mai, etwa vier bis acht Wochen nach Ende der Regenzeit.
Wie alle Lerchen ist auch die Falblerche ein Bodenbrüter. Das Gelege besteht aus zwei bis drei Eiern. Abweichend von vielen Lerchenarten brüten beide Elternvögel. Die Brutzeit beträgt etwa 11 Tage. Die Nestlinge werden von beiden Elternvögeln gefüttert. Sie verlassen im Alter von etwa 10 Lebenstagen das Nest, sind aber zu diesem Zeitpunkt noch nicht flugfähig.

## Einzelbelege
1. 1 2 3  Pätzold: Kompendium der Lerchen. S. 288.
2. ↑  
Spizocorys starki in der Roten Liste gefährdeter Arten der IUCN 2016. Eingestellt von: BirdLife International, 2016. Abgerufen am 9. Oktober 2017.
3. 1 2 3   Handbook of the Birds of the World zur Falblerche, aufgerufen am 11. März 2017.
4. 1 2 3  Pätzold: Kompendium der Lerchen. S. 287.